# Aeroportul Regional Lake Cumberland
Aeroportul Regional Lake Cumberland (IATA: SME, ICAO: KSME, FAA LID: SME) este un aeroport din Kentucky, Statele Unite ale Americii ce deservește zona Somerset⁠(d).
Situat la o altitudine de 283 m, aeroportul dispune de 1 pistă.

## Infrastructură

### Piste
Aeroportul dispune de o singură pistă. Pista 05/23 are suprafața de asfalt și dimensiunile 5.801 picioare × 100 picioare. 